# Gare de Brunflo
La gare de Brunflo (suédois: Brunflo station) est une gare ferroviaire suédoise de la Mittbanan et la Inlandsbanan, située au village de Brunflo. sur le territoire de la commune d'Östersund dans la province du Jämtland.
Elle est desservie par sur la Route européenne 14, important axe routier.

## Situation ferroviaire
La gare de bifurcation de Brunflo est située au point kilométrique (PK) 177 de la Mittbanan, entre les gares d'd’Östersund-Central et de Pilgrimstad, et elle est également située au PK 527 de la Inlandsbanan, entre les gares d'd’Östersund-Central et de Fåker.

## Histoire et patrimoine ferroviaire

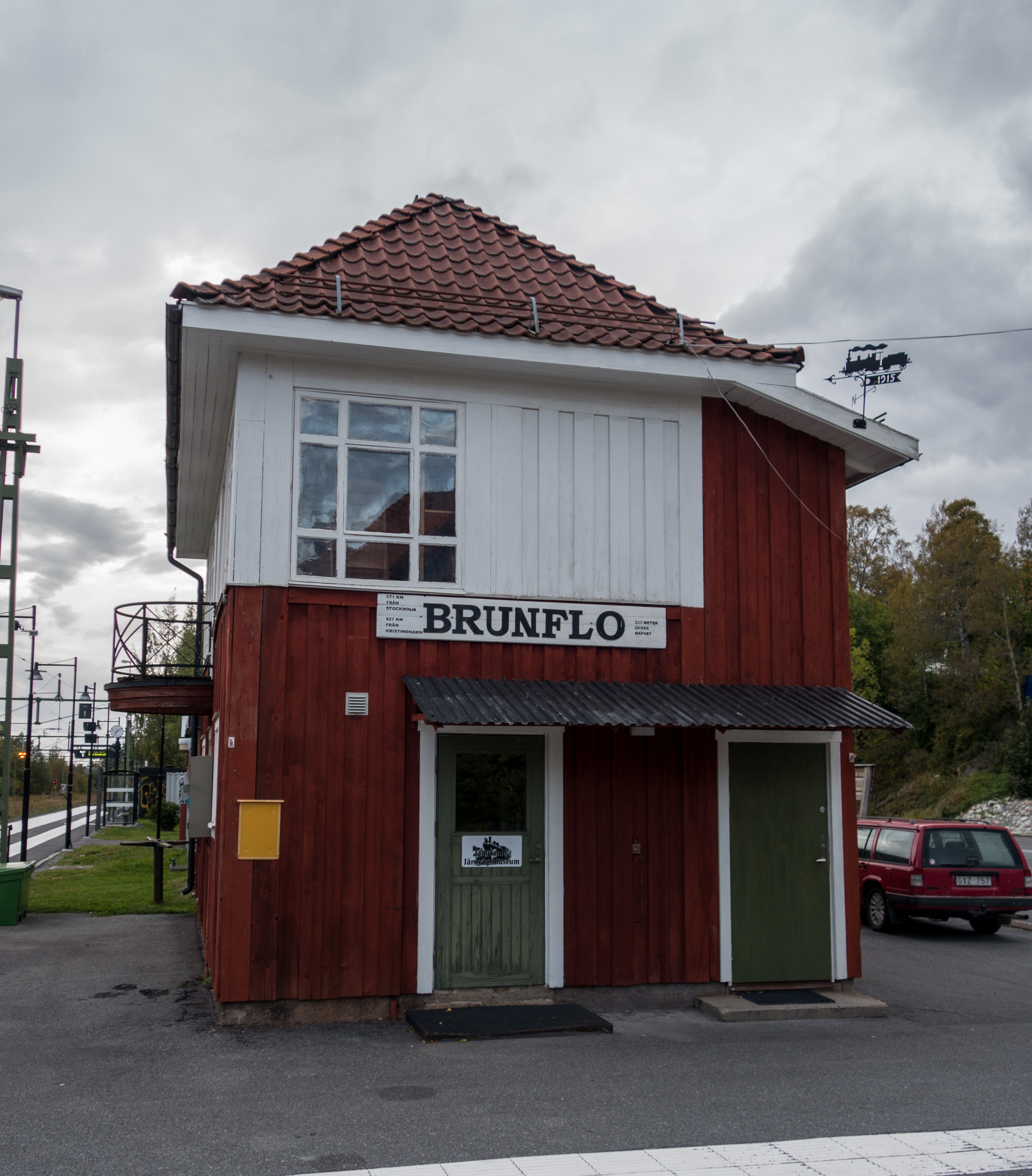
Le poste d'aiguillage de la gare, aussi un monument protégé.

Une première gare est construite en 1880 pour desservir la ligne Sundsvall - Östersund. L’édifice actuel date de 1916, selon les plans de Folke Zettervall. En raison de l'importance du chemin de fer, le centre-ville est passé de l'église à la gare. Depuis 2007, la gare et l’appareillage ferroviaire sont reconnus comme monuments historiques nationaux .